# Бешлићи
Бешлићи је насељено мјесто у општини Фоча, Федерација Босне и Херцеговине, Босна и Херцеговина.

## Становништво
|           | 2013.       | 1991.         | 1981.         | 1971.         |
| Укупно    | 11 (100,0%) | 111 (100,0%)  | 204 (100,0%)  | 285 (100,0%)  |
| Бошњаци   | 11 (100,0%) | 111 (100,0%)1 | 198 (97,06%)1 | 285 (100,0%)1 |
| Хрвати    | –           | –             | 4 (1,961%)    | –             |
| Црногорци | –           | –             | 2 (0,980%)    | –             |

1. 1 На пописима од 1971. до 1991. Бошњаци су пописивани углавном као Муслимани.